# Polissoir de Féchain
Le polissoir de Féchain est situé à Féchain,  dans le département français du Nord.

## Historique
Le polissoir a été découvert en 1968 sur la commune voisine d'Aubencheul-au-Bac lors de travaux d'élargissement de la rive droite de la Sensée et installé dans le centre de la commune de Féchain. Il est inscrit au titre des monuments historiques le 4 juin 1980.
En 2021, un projet municipal de rénovation de l'école de Féchain est entravé par la présence du polissoir dans le centre de la commune, de par la réglementation en vigueur sur les abords des monuments historiques.

## Description
À l'origine, le polissoir mesure 4 m de long sur 2 m de large, mais il fut brisé lors de son extraction.
C'est un monolithe de grès de 1,90 m de long pour 1,1 m de large, pesant environ 7 t. C'est le plus grand polissoir de la région. Sa partie supérieure comporte dix cuvettes et six rainures de polissage.